# Fines Herbes
Fines Herbes (IPA: [ˌfiːnˈzɛʁp], anhörenⓘ; französisch für „feine Kräuter“) sind eine klassische französische Kräutermischung, die aus frisch gehacktem Schnittlauch, Kerbel, Petersilie und Estragon besteht. Mitunter kommen noch weitere Kräuter wie Bibernelle, Basilikum, Majoran, Thymian oder Rosmarin hinzu.
Die Fines Herbes werden zur Zubereitung von Fleisch und Fisch, Salaten und Omeletts, sowie Suppen, Saucen  und Frischkäse verwendet und können durch Zwiebelwürfel, Schalotten, Champignons, Fenchel, Sellerie oder Trüffel ergänzt werden.
Im Handel ist die Kräuter-Mischung auch getrocknet erhältlich.